# Mehdi Ghazinour
Mehdi Ghazinour, född 1967, är socionom och professor i socialt arbete vid Umeå universitet. Han har även psykoterapiutbildning och är legitimerad psykoterapeut och handledare i kognitiv beteendeterapi.
Mehdi Ghazinour disputerade i psykiatri år 2003 med avhandlingen Trauma and resiliency: a study of refugees from Iran resettled in Sweden. Han har omfattande internationella forskningssamarbeten och mycket av forskningen fokuserar på trauma noch resiliens på individ, grupp och samhällsnivå utifrån ett multisystemiskt perspektiv. Han är också mycket engagerad i polisiär forskning.